# In Society
In Society (bra: Bancando Grã-finos) é um filme de comédia musical estadunidense de 1944, dirigido por Jean Yarbrough para a Universal Pictures. É o primeiro dos cinco filmes do diretor com a dupla Abbott e Costello, tendo sido relançado em 1953.

## Elenco
- Bud Abbott...Eddie Harrington
- Lou Costello...Albert Mansfield
- Marion Hutton...Elsie Hammerdingle
- Kirby Grant...Peter Evans
- Margaret Irving...Madame Roger Winthrop
- Ann Gillis...Gloria Winthrop
- Arthur Treacher...Pipps, mordomo
- Thomas Gomez...Drexel
- George Dolenz...Barão Sergel
- Steven Geray...Conde Alexis
- Murray Leonard...Otto Marlow
- Thurston Hall...Senhor Henry Van Cleve
- Nella Walker...Madame Van Cleve
- William B. Davidson...mordomo dos Van Cleves
- Margie Fontane...Cantora da orquestra

## Sinopse
Eddie Harrington e Albert Mansfield são dois encanadores atrapalhadosque são chamados para repararem um vazamento no banheiro particular do milionário Van Cleve. A dupla pede à taxista Elsie Hammerdingle que a leve até a mansão e chegam quando ocorria um baile a fantasia. Elsie fica esperando no salão e acaba sendo confundida com uma das convidadas da sociedade pelo rico e jovem Peter Evans, para despeito de Glória Winthrop, que quer que o rapaz se case com ela. Depois, Eddie e Albert acabam sendo convidados por engano para uma festa de fim de semana na propriedade dos Winthrop, onde acabam reencontrando Elsie que fora levada para lá por Peter. Ao saber que estão na festa, o gângster Drexel tenta forçar os dois encanadores que lhe devem dinheiro, a roubarem uma valiosa pintura em exibição. A dupla se nega e passa a sofrer atentados dos bandidos, além de continuar com as confusões entre os convidados da festa.